# Liste der Stolpersteine in Bad Berleburg
Die Liste der Stolpersteine in Bad Berleburg enthält alle Stolpersteine, die im Rahmen des gleichnamigen Kunstprojekts von Gunter Demnig in Bad Berleburg verlegt wurden. Mit ihnen soll an Opfer des Nationalsozialismus erinnert werden, die in Bad Berleburg lebten und wirkten.

## Verlegte Stolpersteine
| Name                      | Adresse                                     | Verlege- datum                       | Person, Inschrift | Bild | Anmerkung |
| ------------------------- | ------------------------------------------- | ------------------------------------ | --- | --- | --------- |
| Emma Buchheim             | Alexander-Mack-Straße, Schwarzenau (Lage)   | 15. Sep. 2016                        | Hier wohnte Emma Buchheim ... | Bild gesucht Der Benutzer GeorgDerReisende ( Diskussion ) wünscht sich an dieser Stelle ein Bild vom Ort mit diesen Koordinaten 51.022254 8.471615 . Motiv: Schwarzenau, Alexander-Mack-Straße, vor der Infotafel: die Stolpersteine für die Familie Buchheim und deren Lage Falls du dabei helfen möchtest, erklärt die Anleitung , wie das geht. BW |           |
| Max Buchheim              | Alexander-Mack-Straße, Schwarzenau (Lage)   | 15. Sep. 2016                        | Hier wohnte Max Buchheim ... | Bild gesucht Die Wikipedia wünscht sich an dieser Stelle ein Bild vom hier behandelten Ort. Falls du dabei helfen möchtest, erklärt die Anleitung , wie das geht. BW |           |
| Kurt Buchheim             | Alexander-Mack-Straße, Schwarzenau (Lage)   | 17. Sep. 2018                        | Hier wohnte Kurt Buchheim ... | Bild gesucht Die Wikipedia wünscht sich an dieser Stelle ein Bild vom hier behandelten Ort. Falls du dabei helfen möchtest, erklärt die Anleitung , wie das geht. BW |           |
| Selma Hammer              | Alexander-Mack-Straße 7, Schwarzenau (Lage) | 15. Sep. 2016                        | Hier wohnte Selma Hammer ... | Bild gesucht Der Benutzer GeorgDerReisende ( Diskussion ) wünscht sich an dieser Stelle ein Bild vom Ort mit diesen Koordinaten 51.021751 8.471716 . Motiv: Alexander-Mack-Straße 7: die Stolpersteine für die Familie Steinweg, die Lage und das Haus Falls du dabei helfen möchtest, erklärt die Anleitung , wie das geht. BW                       | [ 1 ]     |
| Meta Kassel               | Alexander-Mack-Straße 7, Schwarzenau (Lage) |                                      | Hier wohnte Meta Kassel ... | Bild gesucht Die Wikipedia wünscht sich an dieser Stelle ein Bild vom hier behandelten Ort. Falls du dabei helfen möchtest, erklärt die Anleitung , wie das geht. BW |           |
| Elli Steinweg             | Alexander-Mack-Straße 7, Schwarzenau (Lage) |                                      | Hier wohnte Elli Steinweg ... | Bild gesucht Die Wikipedia wünscht sich an dieser Stelle ein Bild vom hier behandelten Ort. Falls du dabei helfen möchtest, erklärt die Anleitung , wie das geht. BW |           |
| Rosa Steinweg             | Alexander-Mack-Straße 7, Schwarzenau (Lage) |                                      | Hier wohnte Rosa Steinweg ... | Bild gesucht Die Wikipedia wünscht sich an dieser Stelle ein Bild vom hier behandelten Ort. Falls du dabei helfen möchtest, erklärt die Anleitung , wie das geht. BW |           |
| Rosalie Elsoffer          | An der Eder 4, Schwarzenau (Lage)           |                                      | Hier wohnte Rosalie Elsoffer ... | Bild gesucht Der Benutzer GeorgDerReisende ( Diskussion ) wünscht sich an dieser Stelle ein Bild vom Ort mit diesen Koordinaten 51.022664 8.471779 . Motiv: An der Eder 4: die Stolpersteine für die Familie Elsoffer, die Lage und das Haus Falls du dabei helfen möchtest, erklärt die Anleitung , wie das geht. BW                                 |           |
| Leopold Elsoffer          | An der Eder 4, Schwarzenau (Lage)           | Hier wohnte Leopold Elsoffer ...     | Bild gesucht Die Wikipedia wünscht sich an dieser Stelle ein Bild vom hier behandelten Ort. Falls du dabei helfen möchtest, erklärt die Anleitung , wie das geht. BW | |           |
| Erika Elsoffer            | An der Eder 4, Schwarzenau (Lage)           | Hier wohnte Erika Elsoffer ...       | Bild gesucht Die Wikipedia wünscht sich an dieser Stelle ein Bild vom hier behandelten Ort. Falls du dabei helfen möchtest, erklärt die Anleitung , wie das geht. BW | |           |
| Mathel Elsoffer           | An der Eder 4, Schwarzenau (Lage)           | Hier wohnte Mathel Elsoffer ...      | Bild gesucht Die Wikipedia wünscht sich an dieser Stelle ein Bild vom hier behandelten Ort. Falls du dabei helfen möchtest, erklärt die Anleitung , wie das geht. BW | |           |
| Lisse Lotte Elsoffer      | An der Eder 4, Schwarzenau (Lage)           | Hier wohnte Lisse Lotte Elsoffer ... | Bild gesucht Die Wikipedia wünscht sich an dieser Stelle ein Bild vom hier behandelten Ort. Falls du dabei helfen möchtest, erklärt die Anleitung , wie das geht. BW | |           |
| Henriette Wolff           | Arfelder Hauptstraße 30, Arfeld (Lage)      | 10. Feb. 2009                        | Hier wohnte Henriette Wolff geb. Löwenstein Jg. 1872 Heimartort verlassen 1936 deportiert 1941 Theresienstadt tot 30.6.1943                                          | Bild gesucht Die Wikipedia wünscht sich an dieser Stelle ein Bild vom hier behandelten Ort. Falls du dabei helfen möchtest, erklärt die Anleitung , wie das geht. BW |           |
| Jacob Wolff               | Arfelder Hauptstraße 30, Arfeld (Lage)      | 10. Feb. 2009                        | Hier wohnte Jacob Wolff Jg. 1875 Heimartort verlassen 1936 deportiert 1941 Theresienstadt 1944 Auschwitz ermordet                                                    | Bild gesucht Die Wikipedia wünscht sich an dieser Stelle ein Bild vom hier behandelten Ort. Falls du dabei helfen möchtest, erklärt die Anleitung , wie das geht. BW |           |
| Karl Wolff                | Arfelder Hauptstraße 30, Arfeld (Lage)      |                                      | Hier wohnte Karl Wolff ... | Bild gesucht Die Wikipedia wünscht sich an dieser Stelle ein Bild vom hier behandelten Ort. Falls du dabei helfen möchtest, erklärt die Anleitung , wie das geht. BW |           |
| Gustav Stern              | Beddelhäuser Straße 24, Beddelhausen (Lage) |                                      | Hier wohnte Gustav Stern ... | Bild gesucht Der Benutzer GeorgDerReisende ( Diskussion ) wünscht sich an dieser Stelle ein Bild vom Ort mit diesen Koordinaten 51.000005 8.490159 . Motiv: Beddelhäuser Straße 24: die Stolpersteine für die Familie Stern, die Lage und das Haus Falls du dabei helfen möchtest, erklärt die Anleitung , wie das geht. BW                           |           |
| Julchen Stern             | Beddelhäuser Straße 24, Beddelhausen (Lage) | Hier wohnte Julchen Stern ...        | Bild gesucht Die Wikipedia wünscht sich an dieser Stelle ein Bild vom hier behandelten Ort. Falls du dabei helfen möchtest, erklärt die Anleitung , wie das geht. BW | |           |
| Lilli Stern               | Beddelhäuser Straße 24, Beddelhausen (Lage) | Hier wohnte Lilli Stern ...          | Bild gesucht Die Wikipedia wünscht sich an dieser Stelle ein Bild vom hier behandelten Ort. Falls du dabei helfen möchtest, erklärt die Anleitung , wie das geht. BW | |           |
| Ludolf Stern              | Beddelhäuser Straße 24, Beddelhausen (Lage) | Hier wohnte Ludolf Stern ...         | Bild gesucht Die Wikipedia wünscht sich an dieser Stelle ein Bild vom hier behandelten Ort. Falls du dabei helfen möchtest, erklärt die Anleitung , wie das geht. BW | |           |
| Thekla Stern              | Beddelhäuser Straße 24, Beddelhausen (Lage) | Hier wohnte Thekla Stern ...         | Bild gesucht Die Wikipedia wünscht sich an dieser Stelle ein Bild vom hier behandelten Ort. Falls du dabei helfen möchtest, erklärt die Anleitung , wie das geht. BW | |           |
| Richard Beifus            | Ederstraße 2 (Lage)                         |                                      | Hier wohnte Richard Beifus Jg. 1899 Flucht 1933 Palästina überlebt                                                                                                   | Bild gesucht Die Wikipedia wünscht sich an dieser Stelle ein Bild vom hier behandelten Ort. Falls du dabei helfen möchtest, erklärt die Anleitung , wie das geht. BW |           |
| Julius Krebs              | Ederstraße 5 (Lage)                         |                                      | Hier wohnte Julius Krebs Jg. 1893 Flucht 1941 USA überlebt | Bild gesucht Die Wikipedia wünscht sich an dieser Stelle ein Bild vom hier behandelten Ort. Falls du dabei helfen möchtest, erklärt die Anleitung , wie das geht. BW |           |
| Lina Krebs                | Ederstraße 5 (Lage)                         |                                      | Hier wohnte Lina Krebs geb. Bachenheimer Jg. 1902 Flucht 1941 USA überlebt                                                                                           | Bild gesucht Die Wikipedia wünscht sich an dieser Stelle ein Bild vom hier behandelten Ort. Falls du dabei helfen möchtest, erklärt die Anleitung , wie das geht. BW |           |
| Lucie Weinstein           | Ederstraße 5 (Lage)                         |                                      | Hier wohnte Lucie Weinstein geb. Krebs Jg. 1924 Flucht 1941 USA überlebt                                                                                             | Bild gesucht Die Wikipedia wünscht sich an dieser Stelle ein Bild vom hier behandelten Ort. Falls du dabei helfen möchtest, erklärt die Anleitung , wie das geht. BW |           |
| Hildegard Zimmer          | Ederstraße 5 (Lage)                         |                                      | Hier wohnte Hildegard Zimmer geb. Krebs Jg. 1928 Flucht 1941 USA überlebt                                                                                            | Bild gesucht Die Wikipedia wünscht sich an dieser Stelle ein Bild vom hier behandelten Ort. Falls du dabei helfen möchtest, erklärt die Anleitung , wie das geht. BW |           |
| Paul Krebs                | Ederstraße 5 (Lage)                         |                                      | Hier wohnte Paul Krebs Jg. 1928 Flucht 1941 USA überlebt | Bild gesucht Die Wikipedia wünscht sich an dieser Stelle ein Bild vom hier behandelten Ort. Falls du dabei helfen möchtest, erklärt die Anleitung , wie das geht. BW |           |
| Auguste Rosenthal         | Ederstraße 15 (Lage)                        |                                      | Hier wohnte Auguste Rosenthal Jg. 1880 deportiert 1942 Zamosc ermordet                                                                                               | Bild gesucht Die Wikipedia wünscht sich an dieser Stelle ein Bild vom hier behandelten Ort. Falls du dabei helfen möchtest, erklärt die Anleitung , wie das geht. BW |           |
| Hermine Aronstein         | Ederstraße 19 (Lage)                        | 10. Feb. 2009                        | Hier wohnte Hermine Aronstein geb. Vorreuter Jg. 1858 deportiert 1942 Theresienstadt tot 6.5.1943                                                                    | Bild gesucht Die Wikipedia wünscht sich an dieser Stelle ein Bild vom hier behandelten Ort. Falls du dabei helfen möchtest, erklärt die Anleitung , wie das geht. BW |           |
| Erich Wolff               | Ederstraße 19 (Lage)                        | 10. Feb. 2009                        | Hier wohnte Erich Wolff Jg. 1869 gedemütigt / entrechtet tot 4.11.1939                                                                                               | Bild gesucht Die Wikipedia wünscht sich an dieser Stelle ein Bild vom hier behandelten Ort. Falls du dabei helfen möchtest, erklärt die Anleitung , wie das geht. BW |           |
| Irma Wolff                | Ederstraße 19 (Lage)                        | 10. Feb. 2009                        | Hier wohnte Irma Wolff geb. Aronstein Jg. 1882 deportiert 1942 Theresienstadt Auschwitz ermordet                                                                     | Bild gesucht Die Wikipedia wünscht sich an dieser Stelle ein Bild vom hier behandelten Ort. Falls du dabei helfen möchtest, erklärt die Anleitung , wie das geht. BW |           |
| Ilse Wolff                | Ederstraße 19 (Lage)                        | 10. Feb. 2009                        | Hier wohnte Ilse Wolff Jg. 1904 Flucht 1933 USA überlebt | Bild gesucht Die Wikipedia wünscht sich an dieser Stelle ein Bild vom hier behandelten Ort. Falls du dabei helfen möchtest, erklärt die Anleitung , wie das geht. BW |           |
| Ruth Wolff                | Ederstraße 19 (Lage)                        | 10. Feb. 2009                        | Hier wohnte Ruth Wolff Jg. 1908 Flucht 1933 USA überlebt | Bild gesucht Die Wikipedia wünscht sich an dieser Stelle ein Bild vom hier behandelten Ort. Falls du dabei helfen möchtest, erklärt die Anleitung , wie das geht. BW |           |
| Albert Stern              | Ederstraße 20 (Lage)                        |                                      | Hier wohnte Albert Stern Jg. 1878 deportiert 1942 Theresienstadt tot 9.11.1944                                                                                       | Bild gesucht Die Wikipedia wünscht sich an dieser Stelle ein Bild vom hier behandelten Ort. Falls du dabei helfen möchtest, erklärt die Anleitung , wie das geht. BW |           |
| Johanna Stern             | Ederstraße 20 (Lage)                        |                                      | Hier wohnte Johanna Stern geb. Meyer Jg. 1897 deportiert 1942 Theresienstadt ermordet 1944 in Auschwitz                                                              | Bild gesucht Die Wikipedia wünscht sich an dieser Stelle ein Bild vom hier behandelten Ort. Falls du dabei helfen möchtest, erklärt die Anleitung , wie das geht. BW |           |
| Alfred Stern              | Ederstraße 20 (Lage)                        |                                      | Hier wohnte Alfred Stern Jg. 1921 Flucht 1939 England? ? | Bild gesucht Die Wikipedia wünscht sich an dieser Stelle ein Bild vom hier behandelten Ort. Falls du dabei helfen möchtest, erklärt die Anleitung , wie das geht. BW |           |
| Grete Stern               | Ederstraße 20 (Lage)                        |                                      | Hier wohnte Grete Stern Jg. 1930 deportiert 1942 Theresienstadt ermordet 1944 in Auschwitz                                                                           | Bild gesucht Die Wikipedia wünscht sich an dieser Stelle ein Bild vom hier behandelten Ort. Falls du dabei helfen möchtest, erklärt die Anleitung , wie das geht. BW |           |
| Ida Beifus                | Emil-Wolff-Straße 5 (Lage)                  |                                      | Hier wohnte Ida Beifus geb. Kaiser Jg. 1870 deportiert 1942 Theresienstadt tot 4.11.1943                                                                             | Bild gesucht Die Wikipedia wünscht sich an dieser Stelle ein Bild vom hier behandelten Ort. Falls du dabei helfen möchtest, erklärt die Anleitung , wie das geht. BW |           |
| Walter Beifus             | Emil-Wolff-Straße 5 (Lage)                  |                                      | Hier wohnte Walter Beifus Jg. 1902 Flucht 1933 Palästina überlebt | Bild gesucht Die Wikipedia wünscht sich an dieser Stelle ein Bild vom hier behandelten Ort. Falls du dabei helfen möchtest, erklärt die Anleitung , wie das geht. BW |           |
| Julius Goldschmidt        | Emil-Wolff-Straße 9 (Lage)                  |                                      | Hier wohnte Julius Goldschmidt Jg. 1871 deportiert 1942 Theresienstadt überlebt                                                                                      | Bild gesucht Die Wikipedia wünscht sich an dieser Stelle ein Bild vom hier behandelten Ort. Falls du dabei helfen möchtest, erklärt die Anleitung , wie das geht. BW |           |
| Selma Goldschmidt         | Emil-Wolff-Straße 9 (Lage)                  |                                      | Hier wohnte Selma Goldschmidt geb. Hony Jg. 1876 deportiert 1942 Theresienstadt tot 16.1.1943                                                                        | Bild gesucht Die Wikipedia wünscht sich an dieser Stelle ein Bild vom hier behandelten Ort. Falls du dabei helfen möchtest, erklärt die Anleitung , wie das geht. BW |           |
| Else Emilie Ziegelstein   | Emil-Wolff-Straße 9 (Lage)                  |                                      | Hier wohnte Else Emilie Ziegelstein geb. Goldschmidt Jg. 1902 deportiert 1942 ermordet in Treblinka                                                                  | Bild gesucht Die Wikipedia wünscht sich an dieser Stelle ein Bild vom hier behandelten Ort. Falls du dabei helfen möchtest, erklärt die Anleitung , wie das geht. BW |           |
| Paula Goldschmidt         | Emil-Wolff-Straße 9 (Lage)                  |                                      | Hier wohnte Paula Goldschmidt geb. Marcus Jg. 1903 deportiert 1942 Treblinka ermordet                                                                                | Bild gesucht Die Wikipedia wünscht sich an dieser Stelle ein Bild vom hier behandelten Ort. Falls du dabei helfen möchtest, erklärt die Anleitung , wie das geht. BW |           |
| Arthur Goldschmidt        | Emil-Wolff-Straße 9 (Lage)                  |                                      | Hier wohnte Arthur Goldschmidt Jg. 1904 deportiert 1942 Treblinka ermordet                                                                                           | Bild gesucht Die Wikipedia wünscht sich an dieser Stelle ein Bild vom hier behandelten Ort. Falls du dabei helfen möchtest, erklärt die Anleitung , wie das geht. BW |           |
| Alma Amalie Rozette       | Emil-Wolff-Straße 9 (Lage)                  |                                      | Hier wohnte Alma Amalie Rozette geb. Goldschmidt Jg. 1908 Flucht 1938 Holland deportiert 1943 Sobibor ermordet 23.7.1943                                             | Bild gesucht Die Wikipedia wünscht sich an dieser Stelle ein Bild vom hier behandelten Ort. Falls du dabei helfen möchtest, erklärt die Anleitung , wie das geht. BW |           |
| Herbert Goldschmidt       | Emil-Wolff-Straße 9 (Lage)                  |                                      | Hier wohnte Herbert Goldschmidt Jg. 1911 Flucht 1933 Kolumbien überlebt                                                                                              | Bild gesucht Die Wikipedia wünscht sich an dieser Stelle ein Bild vom hier behandelten Ort. Falls du dabei helfen möchtest, erklärt die Anleitung , wie das geht. BW |           |
| Margarethe Slort          | Emil-Wolff-Straße 9 (Lage)                  |                                      | Hier wohnte Margarethe Slort geb. Goldschmidt Jg. 1912 Flucht 1935 Holland überlebt                                                                                  | Bild gesucht Die Wikipedia wünscht sich an dieser Stelle ein Bild vom hier behandelten Ort. Falls du dabei helfen möchtest, erklärt die Anleitung , wie das geht. BW |           |
| Ruth Gertrude Goldschmidt | Emil-Wolff-Straße 9 (Lage)                  |                                      | Hier wohnte Ruth Gertrude Goldschmidt Jg. 1913 deportiert 1942 Theresienstadt Auschwitz ermordet                                                                     | Bild gesucht Die Wikipedia wünscht sich an dieser Stelle ein Bild vom hier behandelten Ort. Falls du dabei helfen möchtest, erklärt die Anleitung , wie das geht. BW |           |
| Hildegard Koekoek         | Emil-Wolff-Straße 9 (Lage)                  |                                      | Hier wohnte Hildegard Koekoek geb. Goldschmidt Jg. 1916 Flucht 1937 Holland deportiert 1943 Sobibor ermordet 4.6.1943                                                | Bild gesucht Die Wikipedia wünscht sich an dieser Stelle ein Bild vom hier behandelten Ort. Falls du dabei helfen möchtest, erklärt die Anleitung , wie das geht. BW |           |
| Levi Krebs                | Emil-Wolff-Straße 15 (Lage)                 |                                      | Hier wohnte Levi Krebs Jg. 1859 Flucht 1941 USA überlebt | Bild gesucht Die Wikipedia wünscht sich an dieser Stelle ein Bild vom hier behandelten Ort. Falls du dabei helfen möchtest, erklärt die Anleitung , wie das geht. BW |           |
| Adele Krebs               | Emil-Wolff-Straße 15 (Lage)                 |                                      | Hier wohnte Adele Krebs Jg. 1895 deportiert 1942 Theresienstadt tot 25.4.1943                                                                                        | Bild gesucht Die Wikipedia wünscht sich an dieser Stelle ein Bild vom hier behandelten Ort. Falls du dabei helfen möchtest, erklärt die Anleitung , wie das geht. BW |           |
| Adolf Krebs               | Emil-Wolff-Straße 15 (Lage)                 |                                      | Hier wohnte Adolf Krebs Jg. 1900 inhaftiert 1938 Flucht 1939 England Australien/USA überlebt                                                                         | Bild gesucht Die Wikipedia wünscht sich an dieser Stelle ein Bild vom hier behandelten Ort. Falls du dabei helfen möchtest, erklärt die Anleitung , wie das geht. BW |           |
| Betty Krebs               | Emil-Wolff-Straße 15 (Lage)                 |                                      | Hier wohnte Betty Krebs geb. Kahn Jg. 1905 deportiert ermordet in Auschwitz                                                                                          | Bild gesucht Die Wikipedia wünscht sich an dieser Stelle ein Bild vom hier behandelten Ort. Falls du dabei helfen möchtest, erklärt die Anleitung , wie das geht. BW |           |
| Ruth Krebs                | Emil-Wolff-Straße 15 (Lage)                 |                                      | Hier wohnte Ruth Krebs Jg. 1931 deportiert ermordet in Auschwitz | Bild gesucht Die Wikipedia wünscht sich an dieser Stelle ein Bild vom hier behandelten Ort. Falls du dabei helfen möchtest, erklärt die Anleitung , wie das geht. BW |           |
| Siegfried Stern           | Hochstraße 6 (Lage)                         |                                      | Hier wohnte Siegfried Stern Jg. 1894 deportiert 1942 Theresienstadt ermordet                                                                                         | Bild gesucht Die Wikipedia wünscht sich an dieser Stelle ein Bild vom hier behandelten Ort. Falls du dabei helfen möchtest, erklärt die Anleitung , wie das geht. BW |           |
| Flora Stern               | Hochstraße 6 (Lage)                         | 10. Feb. 2009                        | Hier wohnte Flora Stern geb. Isenberg Jg. 1897 deportiert 1944 Theresienstadt Auschwitz ermordet                                                                     | Bild gesucht Die Wikipedia wünscht sich an dieser Stelle ein Bild vom hier behandelten Ort. Falls du dabei helfen möchtest, erklärt die Anleitung , wie das geht. BW |           |
| Else Blumenthal           | Hochstraße 17 (Lage)                        |                                      | Hier wohnte Else Blumenthal geb. Weinberg Jg. 1894 deportiert 1942 Lodz ermordet                                                                                     | Bild gesucht Die Wikipedia wünscht sich an dieser Stelle ein Bild vom hier behandelten Ort. Falls du dabei helfen möchtest, erklärt die Anleitung , wie das geht. BW |           |
| Lore Drucker              | Hochstraße 17 (Lage)                        |                                      | Hier wohnte Lore Drucker geb. Blumenthal Jg. 1922 Flucht 1939 Palästina überlebt                                                                                     | Bild gesucht Die Wikipedia wünscht sich an dieser Stelle ein Bild vom hier behandelten Ort. Falls du dabei helfen möchtest, erklärt die Anleitung , wie das geht. BW |           |
| Moritz Gonsenhäuser       | Jacob-Nolde-Straße 5 (Lage)                 |                                      | Hier wohnte Moritz Gonsenhäuser Jg. 1879 Flucht 1935 USA überlebt | Bild gesucht Die Wikipedia wünscht sich an dieser Stelle ein Bild vom hier behandelten Ort. Falls du dabei helfen möchtest, erklärt die Anleitung , wie das geht. BW |           |
| Auguste Gonsenhäuser      | Jacob-Nolde-Straße 5 (Lage)                 |                                      | Hier wohnte Auguste Gonsenhäuser geb. Bachenheimer Jg. 1893 deportiert 1940 Theresienstadt ermordet                                                                  | Bild gesucht Die Wikipedia wünscht sich an dieser Stelle ein Bild vom hier behandelten Ort. Falls du dabei helfen möchtest, erklärt die Anleitung , wie das geht. BW |           |
| Max Gonsenhäuser          | Jacob-Nolde-Straße 5 (Lage)                 |                                      | Hier wohnte Max Gonsenhäuser Jg. 1908 Flucht 1938 USA überlebt | Bild gesucht Die Wikipedia wünscht sich an dieser Stelle ein Bild vom hier behandelten Ort. Falls du dabei helfen möchtest, erklärt die Anleitung , wie das geht. BW |           |
| Ludwig Gonsenhäuser       | Jacob-Nolde-Straße 5 (Lage)                 |                                      | Hier wohnte Ludwig Gonsenhäuser Jg. 1911 Flucht 1936 Südafrika überlebt                                                                                              | Bild gesucht Die Wikipedia wünscht sich an dieser Stelle ein Bild vom hier behandelten Ort. Falls du dabei helfen möchtest, erklärt die Anleitung , wie das geht. BW |           |
| Helmut Gonsenhäuser       | Jacob-Nolde-Straße 5 (Lage)                 |                                      | Hier wohnte Helmut Gonsenhäuser Jg. 1920 Flucht Südafrika überlebt                                                                                                   | Bild gesucht Die Wikipedia wünscht sich an dieser Stelle ein Bild vom hier behandelten Ort. Falls du dabei helfen möchtest, erklärt die Anleitung , wie das geht. BW |           |
| Hans Gonsenhäuser         | Jacob-Nolde-Straße 5 (Lage)                 |                                      | Hier wohnte Hans Gonsenhäuser Jg. 1921 Flucht 1935 Südafrika überlebt                                                                                                | Bild gesucht Die Wikipedia wünscht sich an dieser Stelle ein Bild vom hier behandelten Ort. Falls du dabei helfen möchtest, erklärt die Anleitung , wie das geht. BW |           |
| Werner Gonsenhäuser       | Jacob-Nolde-Straße 5 (Lage)                 |                                      | Hier wohnte Werner Gonsenhäuser Jg. 1926 Flucht 1935 USA überlebt | Bild gesucht Die Wikipedia wünscht sich an dieser Stelle ein Bild vom hier behandelten Ort. Falls du dabei helfen möchtest, erklärt die Anleitung , wie das geht. BW |           |